# 夢路 (Suaraのアルバム)
『夢路』（ゆめじ）は、Suaraの2枚目のオリジナル・アルバム。2006年9月27日にフィックスレコードから、通常CD盤とSACD盤（非ハイブリッド）が同時リリースされた。

## 概要
Suaraのアルバムとしては2作目だが、1作目の『アマネウタ』がミニアルバムであったため、フルアルバムとしては本作が最初になる。CD盤とSACD盤では収録曲が異なる。「MOON PHASE」はSACD盤のみの収録となっている。なお、本作のSACD盤はフィックスレコードからリリースされた最初のSACDである。また、非ハイブリッドのものは本作のみで、フィックスレコードでは、『Pure -AQUAPLUS LEGEND OF ACOUSTICS-』以降のSACD盤をすべてハイブリッド仕様でリリースしている。
2015年4月22日には本作のリマスター盤がSACDハイブリッド盤としてリリースされた。CD盤収録の12曲に加え、SACD盤限定収録の「MOON PHASE」と1作目のシングル「夢想歌」のカップリング曲「星想夜曲」が追加収録されている。なお、前作の『アマネウタ』のリマスター盤では、一部の曲が新たにアレンジされていたが、本作では、アレンジそのものに2006年盤との顕著な相違はない。

## 収録曲
1. 君だけの旅路 [3:57]
作詞：須谷尚子、作曲・編曲：衣笠道雄
  - PS2ゲームソフト『うたわれるもの 〜散りゆく者への子守唄〜』オープニングテーマ。
2. 永久に [5:25]
作詞：須谷尚子、作曲：松岡純也、編曲：豆田将・松岡純也
  - PCゲームソフト『うたわれるもの』エンディングテーマのカバー。ラジオ番組『うたわれるものらじお』第39回から第49回のエンディングテーマとして使用された。
3. アオイロの空 [4:52]
作詞：巽明子、作曲：石川真也、編曲：豆田将
4. He is here 〜私の神様〜 [5:13]
作詞・作曲：未海、編曲：衣笠道雄
5. 君のかわり [6:06]
作詞・作曲・編曲：豆田将
  - のちにPS3ゲームソフト『WHITE ALBUM ～綴られる冬の想い出～』挿入歌として使用された。
6. 夢想歌 [4:07]
作詞：須谷尚子、作曲：衣笠道雄、編曲：豆田将
  - テレビアニメ『うたわれるもの』オープニングテーマ。1stシングル。
7. brand new days [4:17]
作詞：未海、作曲・編曲：衣笠道雄
8. 時の河 [5:27]
作詞：U、作曲・編曲：松岡純也
9. lesson [4:47]
作詞：未海、作曲：中上和英、編曲：衣笠道雄
10. あなたの笑顔 [5:12]
作詞：巽明子、作曲：光田英生、編曲：衣笠道雄
11. 旅立つ人へ [4:17]
作詞：U、作曲・編曲：松岡純也
12. キミガタメ [7:03]
作詞：須谷尚子、作曲：下川直哉、編曲：衣笠道雄
  - PS2ゲームソフト『うたわれるもの 〜散りゆく者への子守唄〜』EDテーマソング。
13. MOON PHASE [4:55]（SACD盤・リマスター盤のみ）
作詞：未海、作曲：折戸伸治、編曲：衣笠道雄
  - PCゲームソフト『雫』イメージソング。
14. 星想夜曲 [5:47]（リマスター盤のみ）
作詞：未海、作曲：衣笠道雄、編曲：豆田将
  - 1stシングル「夢想歌」のカップリング。シングルバージョンはアルバム初収録。